# Roland Schwarzl

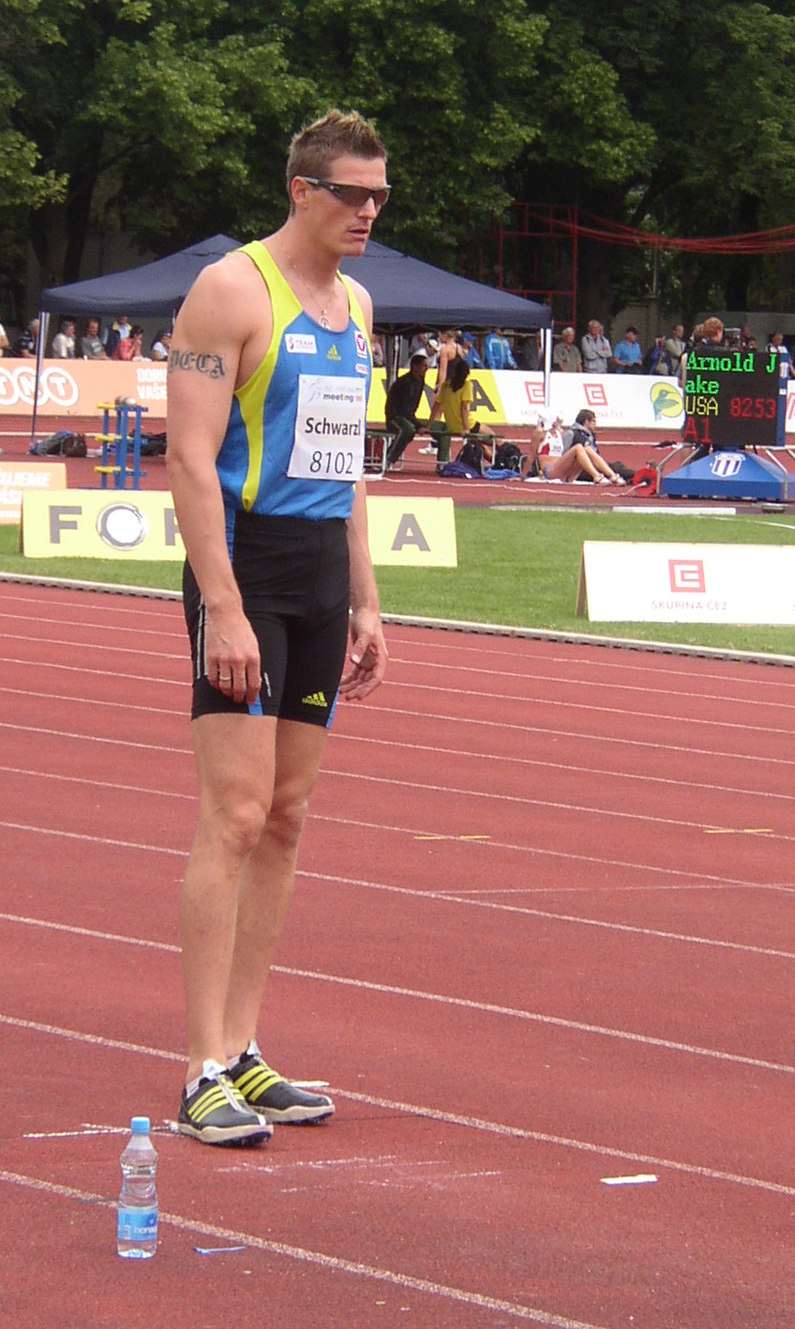
Roland Schwarzl (Kladno 2010)

Roland Schwarzl (* 10. Dezember 1980 in Lienz, Osttirol) ist ein österreichischer Leichtathlet und Zehnkämpfer.

## Leben
Schwarzl wuchs in Oberdrauburg auf. Im Jahr 1999 gewann er bei den Junioreneuropameisterschaften in Riga eine Bronzemedaille. Im Jahr darauf verbesserte er seine Bestleistung im Hallensiebenkampf auf 5734 Punkte und qualifizierte sich für die Halleneuropameisterschaften im belgischen Gent.
Danach folgten einige Jahre mit Verletzungen, ehe er im Jahr 2004 beim Mehrkampf-Meeting Götzis das erste Mal die 8000-Punkte-Marke übertraf. Mit 8064 Punkten qualifizierte er sich für die Olympischen Spiele in Athen und belegte dort mit 8102 Punkten den 10. Rang.
Bei den Halleneuropameisterschaften in Madrid 2005, holte er als erster österreichischer Mehrkämpfer eine Bronzemedaille im Siebenkampf, mit neuem österreichischen Rekord von 6064 Punkten. Im selben Jahr konnte er sich für seine erste Weltmeisterschaft in Helsinki qualifizieren, wo er den 15. Platz belegte.
Nach verletzungsbedingten Pausen qualifizierte sich Schwarzl 2009 für die Weltmeisterschaft in Berlin. Dort musste er aufgrund einer Muskelverletzung den Zehnkampf bereits nach der zweiten Disziplin beenden.
Im Jahr 2010 verbesserte er bei den österreichischen Hallenmeisterschaften den von ihm selbst gehaltenen österreichischen Rekord um genau einen Punkt auf 6065 Punkte. Beim Mehrkampfmeeting in Götzis konnte er zum dritten Mal in seiner Karriere die 8000 Punkte überbieten – mit den 8031 Punkten qualifizierte er sich damit auch für seine ersten Europameisterschaften im Freien. In Barcelona belegte er den 14. Rang.
Schwarzl wurde im Januar 2016 beim Österreichischen Leichtathletik-Verband Spezialtrainer
für den Bereich Fitness und Regeneration. Nachdem er seit 2013 kein leichtathletikspezifisches Training absolviert hatte, wechselte er für ein Comeback auf Hobbyniveau zum ATSV Ternitz.

## Erfolge
- Österreichische Hallen-Mehrkampfmeisterschaften (Siebenkampf): 1. Platz 1999 in Schielleiten
- Österreichische Hallenmeisterschaften (Stabhochsprung): 1. Platz 1999 in Führth
- Junioreneuropameisterschaften (Zehnkampf): 3. Platz 1999 in Riga
- Österreichische Hallen-Mehrkampfmeisterschaften (Siebenkampf): 1. Platz 2000 in Wien
- Halleneuropameisterschaften (Siebenkampf): 11. Platz 2000 in Gent
- Österreichische Hallen-Mehrkampfmeisterschaften (Stabhochsprung): 1. Platz 2000 in Wien
- Mehrkampf-Europacup (Zehnkampf): 2. Platz 2000 in Esbjerg
- U23-Europameisterschaften (Zehnkampf): 12. Platz 2001 in Amsterdam
- Mösle Mehrkampf-Meeting  (Zehnkampf): 15. Platz 2002 in Götzis
- Österreichische Hallenmeisterschaften (Stabhochsprung): 1. Platz 2003 in Linz
- Österreichische Meisterschaften (Zehnkampf): 1. Platz 2003 in Reutte
- Österreichische Meisterschaften (Weitsprung): 1. Platz 2003 in Salzburg-Rif
- Österreichische Hallenmeisterschaften (Stabhochsprung): 1. Platz 2004 in Wien
- Mösle Mehrkampf-Meeting(Zehnkampf): 11. Platz 2004 in Götzis - Olympiaqualifikation
- Europacup (Zehnkampf): 1. Platz 2004 in Hengelo
- Olympische Spiele: 10. Platz 2004 in Athen
- Halleneuropameisterschaften (Siebenkampf): 3. Platz 2005 in Madrid
- Leichtathletik-Europameisterschaften 2010: 14. Platz im Zehnkampf